# Ambarres
Les Ambarres (latinisé en Ambarri) sont un peuple celte localisé dans l’est de la Gaule, dans l’actuel département de l’Ain. Ils sont mentionnés dans les Commentaires sur la Guerre des Gaules de Jules César et dans l’Histoire romaine de Tite-Live.

## Protohistoire et Antiquité

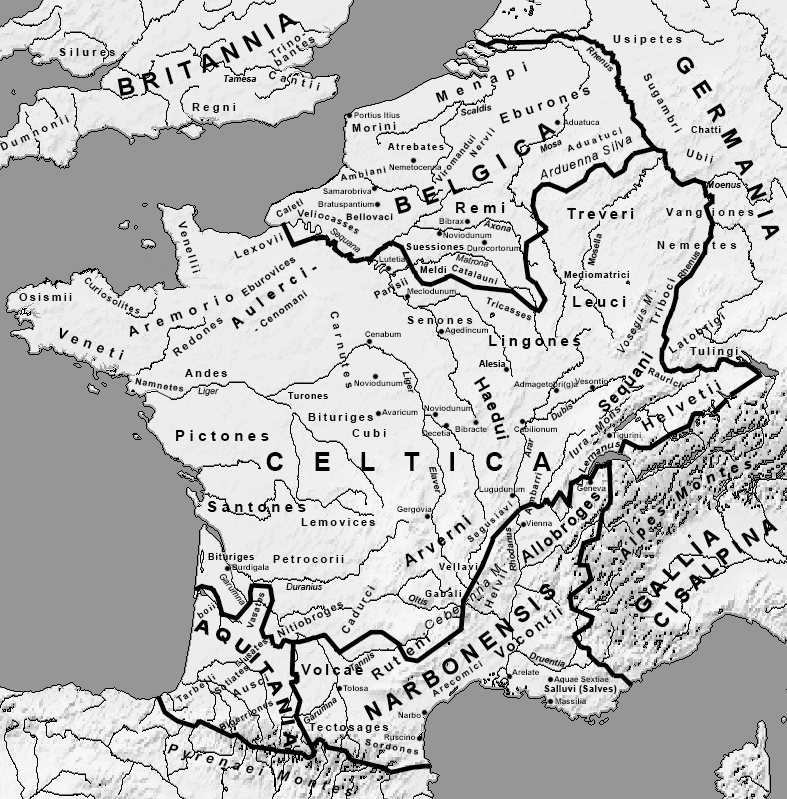
Cartes des tribus gauloises

L’ethnonyme « Ambarres » signifie « ceux qui habitent des deux côtés de l’Arar », (nom de la  Saône, à l’époque antique) et se retrouve dans celui de plusieurs villes : Ambérieu-en-Bugey, Ambérieux-en-Dombes, Ambutrix, Ambronay, Ambléon, Amblagnieu  ou Ambérieux d'Azergues. Ils avaient pour principaux voisins, au nord les Éduens, dont ils étaient les clients, les Ségusiaves à l’ouest, les Allobroges au sud et les Séquanes à l’est.
- César les mentionne lors de l’épisode des Helvètes qui entreprennent de traverser la Gaule pour aller s’installer en Saintonge, chez les Santons. Après avoir traversé le territoire des Séquanes, les Helvètes arrivent chez les Éduens et les Ambarres :

« En même temps les Ambarres, peuple ami des Héduens et de même souche, font savoir à César que leurs campagnes ont été ravagées, et qu’ils ont de la peine à défendre leurs villes des agressions de l’ennemi. 

[…] Et à supposer qu’il consentît à oublier l’ancien affront [des Helvètes], leurs nouvelles insultes tentative pour passer de force à travers la province dont on leur refusait l’accès, violences contre les Héduens, les Ambarres, les Allobroges, pouvait-il les oublier ?  »
— Jules César, Commentaires sur la Guerre des Gaules, Livre I, 11 & 14.
- Tite-Live les associe aux peuples gaulois (Bituriges, Arvernes, Éduens, Carnutes et Aulerques) qui franchirent les Alpes et s’installèrent en Italie, fondant la ville de Mediolanum (actuelle Milan). Il semble que pour des raisons démographiques, le roi des Bituriges Ambigatos à qui « la Celtique, une des trois parties de la Gaule, obéissait », ait décidé la migration des peuples. Ses neveux Bellovesos et Segovesos, prenant chacun le commandement d’une expédition :

« Le sort assigna à Ségovèse les forêts Hercyniennes ; à Bellovèse, les dieux montrèrent un plus beau chemin, celui de l'Italie. Il appela à lui, du milieu de ses surabondantes populations, des Bituriges, des Arvernes, des Éduens, des Ambarres, des Carnutes, des Aulerques ; et, partant avec de nombreuses troupes de gens à pied et à cheval, il arriva chez les Tricastins. Là, devant lui, s'élevaient les Alpes et, ce dont je ne suis pas surpris, il les regardait sans doute comme des barrières insurmontables ; […] ils franchirent les Alpes par des gorges inaccessibles, traversèrent le pays des Taurins et après avoir vaincu les Étrusques, près du fleuve Tessin, ils se fixèrent dans un canton qu'on nommait la terre des Insubres. Ce nom, qui rappelait aux Éduens les Insubres de leur pays, leur parut d'un heureux augure, et ils fondèrent là une ville qu'ils appelèrent Mediolanum. »
— Tite-Live, Histoire romaine, Livre V, 34.

## Sources
- Venceslas Kruta, Les Celtes, Histoire et Dictionnaire, Éditions Robert Laffont, coll. « Bouquins », Paris, 2000,  (ISBN 2-7028-6261-6).
- John Haywood (intr. Barry Cunliffe, trad. Colette Stévanovitch), Atlas historique des Celtes, éditions Autrement, Paris, 2002,  (ISBN 2-7467-0187-1).
- Consulter aussi la bibliographie sur les Celtes et la bibliographie de la mythologie celtique

## Wikisource
- Jules César, Commentaires sur la Guerre des Gaules, Livre I
- Tite-Live, Histoire romaine - Livre V

## Note
1. ↑  Venceslas Kruta, Les Celtes, Histoire et Dictionnaire, page 408.